# Ley que regula el cierre de minas
La Ley que regula el cierre de minas, o ley n.° 28090, es una normativa peruana aprobada cuyo es «regular las obligaciones y procedimientos que deben cumplir los titulares de la actividad minera para la elaboración, presentación e implementación del Plan de Cierre de Minas y la constitución de las garantías ambientales correspondientes, que aseguren el cumplimiento de las inversiones que comprende, con sujeción a los principios de protección, preservación y recuperación del medio ambiente y con la finalidad de mitigar sus impactos negativos a la salud de la población, el ecosistema circundante y la propiedad».
Esta ley fue aprobada el 13 de octubre de 2003 y publicada en el diario oficial El Peruano el 14 de octubre de ese año. El reglamento de esta ley se aprobó bajo Decreto Supremo n.° 033-2005-EM del Ministerio de Energía y Minas. La ley n.° 28090 fue modificada en sus artículos 4, 6,7, 9, 10 y 11 por la ley n.° 31347 que se aprobó el 20 de julio de 2021 y se promulgó el 17 de agosto de 2021.

## Definiciones
En el reglamento de la ley se define el concepto de plan de cierre de minas como:

Es un instrumento de gestión ambiental conformado por acciones técnicas y legales, que deben ser efectuadas por el titular de actividad minera, a fin de rehabilitar las áreas utilizadas o perturbadas por la actividad minera, para que éstas alcancen características de ecosistema compatible con un ambiente saludable y adecuado para el desarrollo de la vida y la conservación del paisaje.
Reglamento de la ley n.° 28090
Ministerio de Energía y Minas

## Estructura
La ley n.° 28090 se estructura en cinco títulos, 64 artículos, disposiciones complementarias, disposiciones transitorias y dos anexos.